# David W. Anthony
Dawid W. Anthony (data ur. niedostępna w źródłach) – amerykański antropolog. Pracę doktorską obronił na Uniwersytecie Pensylwanii, od 1987 r. profesor antropologii w Hartwick College. Jego zainteresowania obejmują początki języków indoeuropejskich, udomowienie konia oraz archeologiczną prehistorię Ameryki Północnej.

## Publikacje książkowe
- The Horse, the Wheel, and Language: How Bronze-Age Riders from the Eurasian Steppes Shaped the Modern World, Princeton: Princeton University Press, 2007. ISBN 978-0-691-14818-2
- The Lost World of Old Europe: The Danube Valley, 5000-3500 BC, Princeton: Princeton University Press, 2009. ISBN 978-0-691-14388-0
- A Bronze Age Landscape in the Russian Steppes: The Samara Valley Project (współredaktor), Los Angeles: The Cotsen Institute of Archaeology Press, 2016. ISBN 978-1-938770-05-0